# Sciuoglie 'e cane live 2004
Sciuoglie 'e cane live 2004 è un album live degli Almamegretta.

## Tracce

### CD 1
1. Nowhere home
2. Cinque dita
3. Preta d'oro
4. Sanacore
5. Pe' dint'e viche addo' nun trase 'o mare
6. 'o cielo pe' cuscino
7. Nun te scurdà
8. Fatmah
9. Sciuoglie 'e cane
10. Stella

### CD 2
1. Murderer's blue
2. 'o mare che puorte 'ncuorpo
3. Sulo cu tte
4. Nun s'ave idea
5. Desert tea
6. The neverland
7. Polvere
8. Verao
9. Cave canem